# George Arthur Welsh
George Arthur Welsh, kanadski letalski častnik, vojaški pilot in letalski as, * 28. julij 1896, Sunderland, Ontario, † 16. februar 1965, Hastings, Barbados.
Poročnik Welsh je v svoji vojaški službi dosegel 5 zračnih zmag.

## Odlikovanja
- Croix de Guerre (Belgija)